# Хакнелл Таун
«Хакнелл Таун» — английский футбольный клуб из города Хакнелл, Ноттингемшир. Образован в 1945 году. Домашние матчи проводит на стадионе «Уотнолл Роуд». В настоящий момент выступает в Южном дивизионе Лиги центрального Мидланда, 11 по значимости футбольном турнире Англии.

## История
Хакнелл Таун был переименован из Хакнел Кольери Уэлфер в 1987 году, и в следующие два года финишировал первым в Альянсе Ноттингемшира. Затем команда вступила в Лигу центрального Мидланда (Central Midlands League), где снова становилась первой в сезонах 1989/90 и 1990/91, а также второй, после Линкольн Юнайтед в сезоне 1991/92. Кубок лиги также был выигран во всех этих трех сезонах.
Хакнелл Таун получил повышение сначала в Первый, а затем и в Премьер дивизион Восточной лиги северных графств, где и находился до сезона 1997/98, в котором команда сделала "дубль" в лиге, выиграв и чемпионат, и кубок лиги, оставив своего главного соперника Норт Ферриби Юнайтед на втором месте в обоих соревнованиях.
На следующих сезон для всех стало сюрпризом выступление клуба. Финишировав на втором месте вслед за Дройлсденом, Хакнелл получил второй подряд промоушен в Премьер дивизион Северной Премьер-лиги, где и выступал с 1999 по 2004 годы.
Выиграв в 2004 году Премьер дивизион Северной Премьер лиги команда должна была получить повышение в Футбольную Конференцию, но так как стадион клуба не соответствовал требованиям лиги, то Хакнелл был вынужден перейти в новую Северную Конференцию.
В сезоне 2007/08 Хакнелл Таун занял лишь 20 место, и должен был впервые в своей истории получить понижение в классе, но из-за финансовых проблем нескольких клубов команда получило право вновь выступать в Северной Конференции на следующий сезон. Однако по итогам уже следующего сезона клуб все таки вылетел в Северную Премьер лигу.

Вылет из Премьер дивизиона, и последующие финансовые проблемы в клубе привели к дальнейшему понижению в классе на три дивизиона в сезоне 2012/13. В сезоне 2014/15 Хакнелл Таун финишировал на 4 месте в Лиге центрального Мидланда, а также выиграл Кубок этой лиги

## Стадион
Клуб играет на стадионе Уотнолл Роуд, вмещающем 5 0000 зрителей, и имеющим 270 сидячих мест. Резервная и молодежная команды клуба, также проводят свои матчи на Уотнолл Роуд на тренировочном поле.
В мае 2008, клуб Северной Премьер лиги Уорксоп Таун арендовал стадион Хакнелл Тауна сроком на один сезон.
В мае 2015 было объявлено о строительстве нового стадиона для клуба. Команда надеется переехать на новую арену в сезоне 2017/18.

## Достижения
- Северная Премьер-лига
  - Премьер дивизион Победители 2003–04
  - Кубок Председателя Победители 2002–03
- Восточная Лига Северных округов
  - Премьер дивизион Победители 1997–98
  - Кубок лиги Победители 1993–94, 1996–97, 1997–98
  - Кубок Президента Победители 1996–97
- Центральная Мидланд Лига
  - Высший дивизион Победители 1989–90, 1990–91
  - Кубок лиги Победители 1989–90, 1990–91, 1991–92, 2014–15
- Ноттингемшир Альянс
  - Старший дивизион Победители 1976–77, 1977–78, 1987–88, 1988–89
  - Первый дивизион Победители 1972–73, 1980–81, 1986–87
  - Второй дивизион Победители 1970–71
  - Промежуточный Кубок Победители 1972–73, 1978–79, 1979–80, 1980–81, 1983–84
  - Кубок Лиги Победители 1978–79
- Кубок Ноттингемпшира
  - Победители 1984–85, 1990–91, 1997–98, 1999–00, 2000–01, 2002–03
- Промежуточный кубок Ноттингема
  - Победители 1987–88, 1997–98 (резерв)
- Младший кубок Ноттингема
  - Победители 1963